# Víctor Rivera
Víctor Hugo Rivera (Arequipa, 11 gennaio 1967) è un arbitro di calcio peruviano, internazionale dal 2001.

## Carriera
Ha iniziato ad arbitrare nel campionato di calcio peruviano nel 1997, ricevendo la qualifica di internazionale nel 2001, dirigendo partite di Copa Libertadores, Copa Sudamericana e tornei internazionali come il Sudamericano Sub-20 nel 2003 e nel 2007, e una partita durante la Copa América 2007, Stati Uniti-Paraguay 1-3.
Nell'estate 2011 è convocato in vista della fase finale di Copa América (seconda apparizione consecutiva).